# 臺灣裂花介
臺灣裂花介（学名：Schizocythere taiwanensis）为浪花介科裂花介屬下的一个种。